# Eckard Beer
Eckard Beer (* 17. Dezember 1944 in Resehl, Landkreis Naugard; † 7. November 2019 in Oldenburg (Oldb)) war ein deutscher Phytomediziner. Er war Leiter des Fachbereiches Pflanzenschutz der Landwirtschaftskammer Niedersachsen, Leiter des Instituts für Pflanzenbau und Pflanzenschutz (IPP) der Landwirtschaftskammer Weser-Ems sowie Gruppenleiter Krankheiten in Getreide und Mais in der Deutschen Phytomedizinischen Gesellschaft und gehörte zu den Wegbereitern für den Integrierten Pflanzenschutz durch die Entwicklung der Beer‘sche 1% Bekämpfungsschwelle.

## Leben und Wirken
Aufgewachsen auf einem landwirtschaftlichen Betrieb, folgte nach der Landbauschule in Hameln und der Gehilfenprüfung zum Landwirt die Ingenieur-Schule bzw. die Ingenieurschule für ausländische Landwirtschaft in Witzenhausen und eine Tätigkeit als technischer Angestellter bei der Bayer AG.
Von 1972 bis 1975 studierte Beer an der Georg-August-Universität Göttingen Agrarwissenschaften mit der Fachrichtung Pflanzenproduktion. Das Doktorandenstudium absolvierte er am Institut für Pflanzenpathologie und Pflanzenschutz, wo ihm 1979 der Grad Doktor der Landbauwissenschaften verliehen wurde. Seine Dissertation bei Professor Rudolf Heitefuß mit dem Thema Ermittlung der Bekämpfungsschwellen und wirtschaftlichen Schadensschwellen von monokotylen und dikotylen Unkräutern in Winterweizen und Wintergerste anhand von Daten aus der amtlichen Mittelprüfung prägte sehr stark seine weitere Arbeit im Pflanzenschutz.
Nach einer kurzen Zeit als wissenschaftlicher Angestellter am Institut für Pflanzenpathologie und Pflanzenschutz der Universität Göttingen wechselte er zur damaligen Landwirtschaftskammer Weser-Ems, um dort das Sachgebiet Pflanzenkrankheiten und Unkräuter beim Pflanzenschutzamt in Oldenburg zu leiten. Später leitete Beer das Institut für Pflanzenbau und Pflanzenschutz bzw. das Pflanzenschutzamt der LWK Weser-Ems und bis zu seiner Pensionierung Ende 2009 auch das mit der Fusion der beiden niedersächsischen Landwirtschaftskammern neugebildete Pflanzenschutzamt der Landwirtschaftskammer Niedersachsen.
Über Niedersachsen hinaus bekannt wurde die Beer‘sche 1 % Bekämpfungsschwelle, eine einfach anzuwendende Methode zum gezielten Fungizideinsatz gegen Blatt- und Ährenkrankheiten in Winterweizen. In zahlreichen regionalen Versuchen belegte er, dass eine Bekämpfungsschwelle auch bei unterschiedlich widerstandsfähigen Sorten verwendet werden kann und dass der Anbau widerstandsfähiger Sorten in Kombination mit einem Fungizideinsatz nach Bekämpfungsschwellen den höchsten bereinigten Mehrertrag erbringt.
Die Gewissheit, dass der Integrierte Pflanzenschutz sowohl ökonomisch als auch ökologisch für die praktische Landwirtschaft ein entscheidendes Instrument zur Erzeugung ausreichender und qualitativ hochwertiger Nahrungsmittel ist, zog sich wie ein roter Faden durch sein pflanzenschützerisches Leben. Herr Dr. Beer engagierte sich dazu lange Jahre in der Deutschen Phytomedizinischen Gesellschaft e.V. (DPG), wo er 1989 die Projektgruppe »Bekämpfungsschwellen für Mehltau in Winterweizen« initiierte, die sich anschließend zur Projektgruppe »Bekämpfungsschwellen für Pilzkrankheiten in Getreide« und schließlich zur Projektgruppe »Krankheiten in Getreide und Mais« weiterentwickelte. In dieser Zeit wurden unter seiner Federführung 45 über Deutschland verteilte Feldversuche zur Überprüfung seines Bekämpfungsschwellenkonzeptes durchgeführt. 39 Versuche konnten ausgewertet werden und bestätigten die These, dass es nicht nur regional für Getreide durchweg ausreichend ist, die obersten drei Blattetagen weitestgehend gesund zu erhalten.
Mit seinem Ruhestand 2009 zog sich Herr Dr. Beer auch aus der fachlichen Arbeit zurück, er verstarb 2019.